# Trichorhina giannellii
Trichorhina giannellii is een pissebed uit de familie Platyarthridae. De wetenschappelijke naam van de soort is voor het eerst geldig gepubliceerd in 1929 door Alceste Arcangeli.